# Leptocythere castanea
Leptocythere castanea is een mosselkreeftjessoort uit de familie van de Leptocytheridae. De wetenschappelijke naam van de soort is voor het eerst geldig gepubliceerd in 1866 door Sars.